# St. Salvator (Schweinfurt)
Koordinaten: 50° 2′ 42,2″ N, 10° 14′ 15,7″ O
St. Salvator, auch Salvatorkirche genannt, vormals Frauenkirche, ist eine evangelische Kirche in Schweinfurt.  Die Kirche ist das einzige größere Barockgebäude der Stadt. 

## Lage

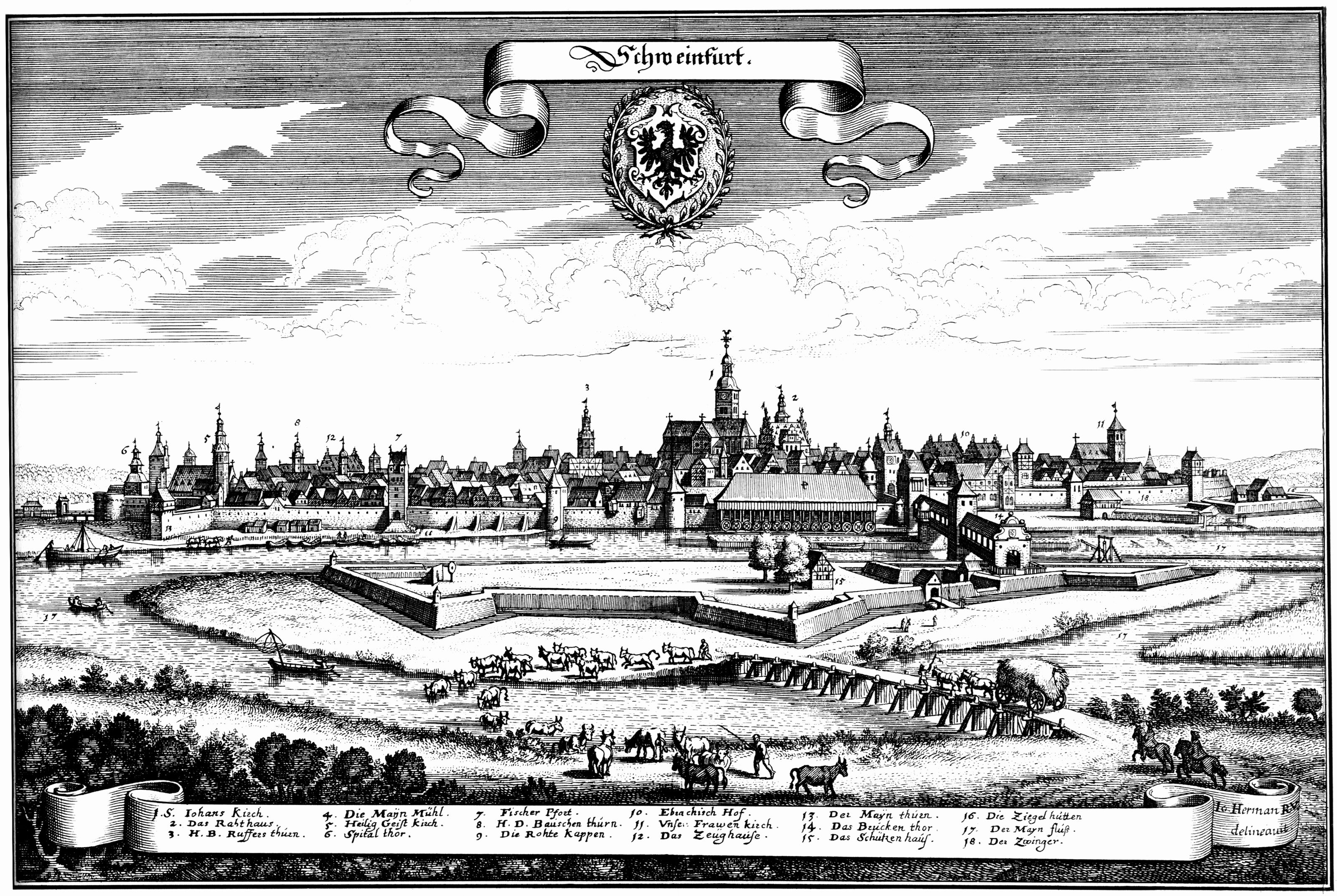
Merian-Stich von Schweinfurt 1648 mit Frauenkirche/St. Salvator (Nr. 11)

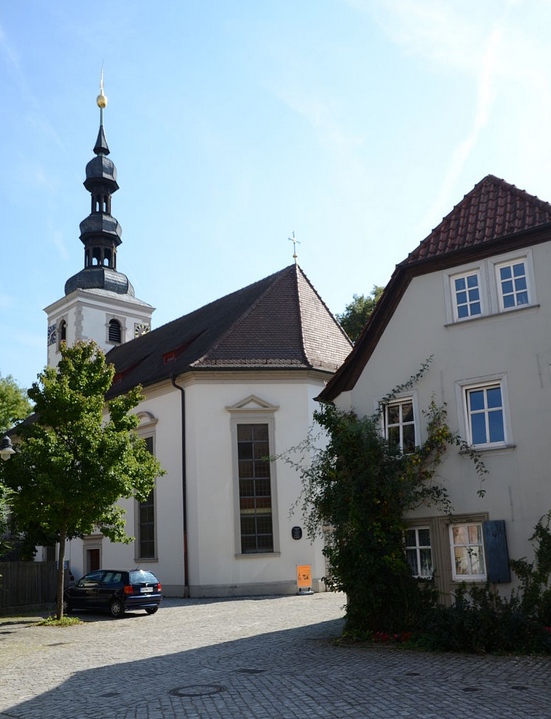
St. Salvator im Zürch

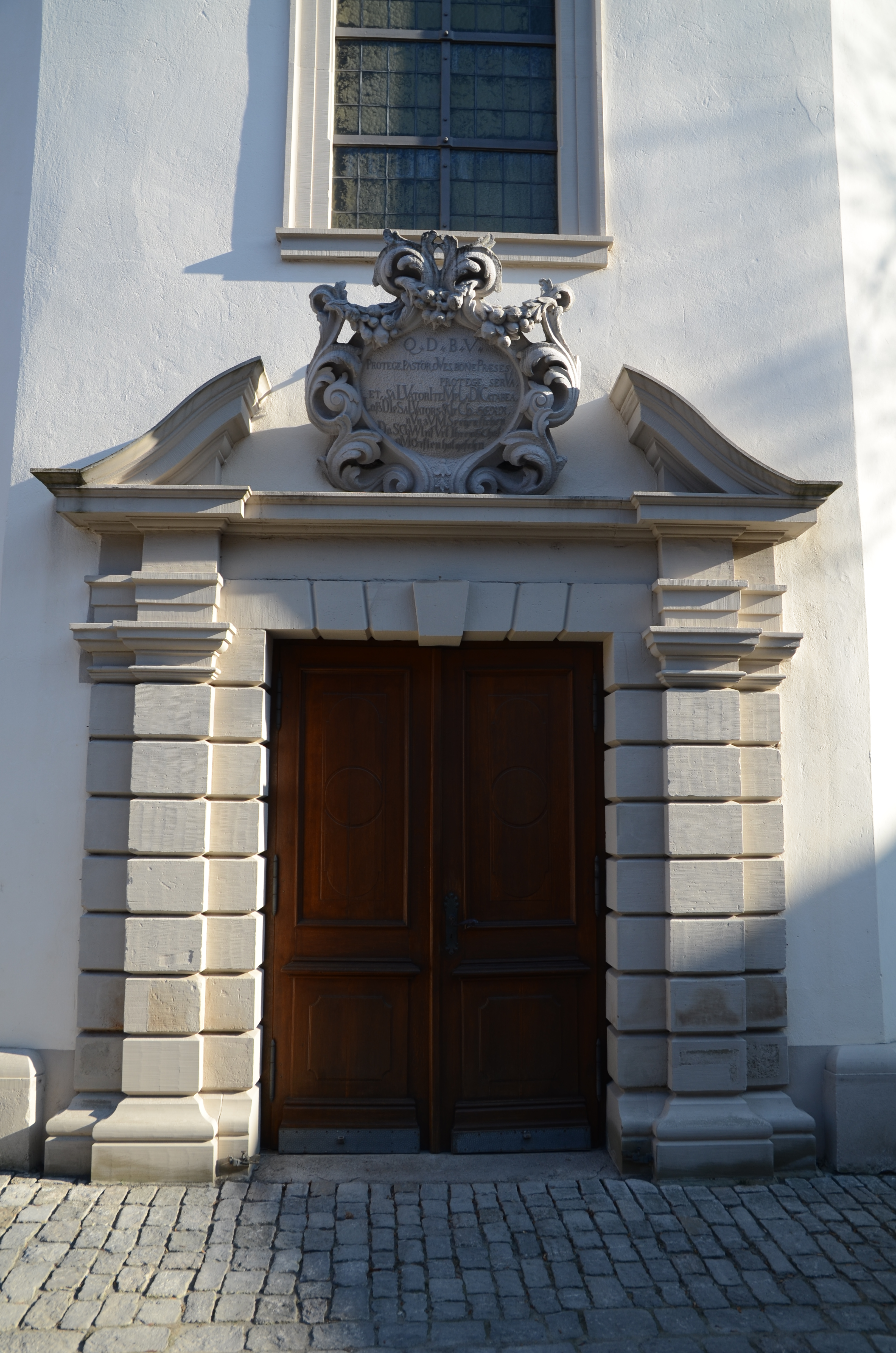
Barock-Portal

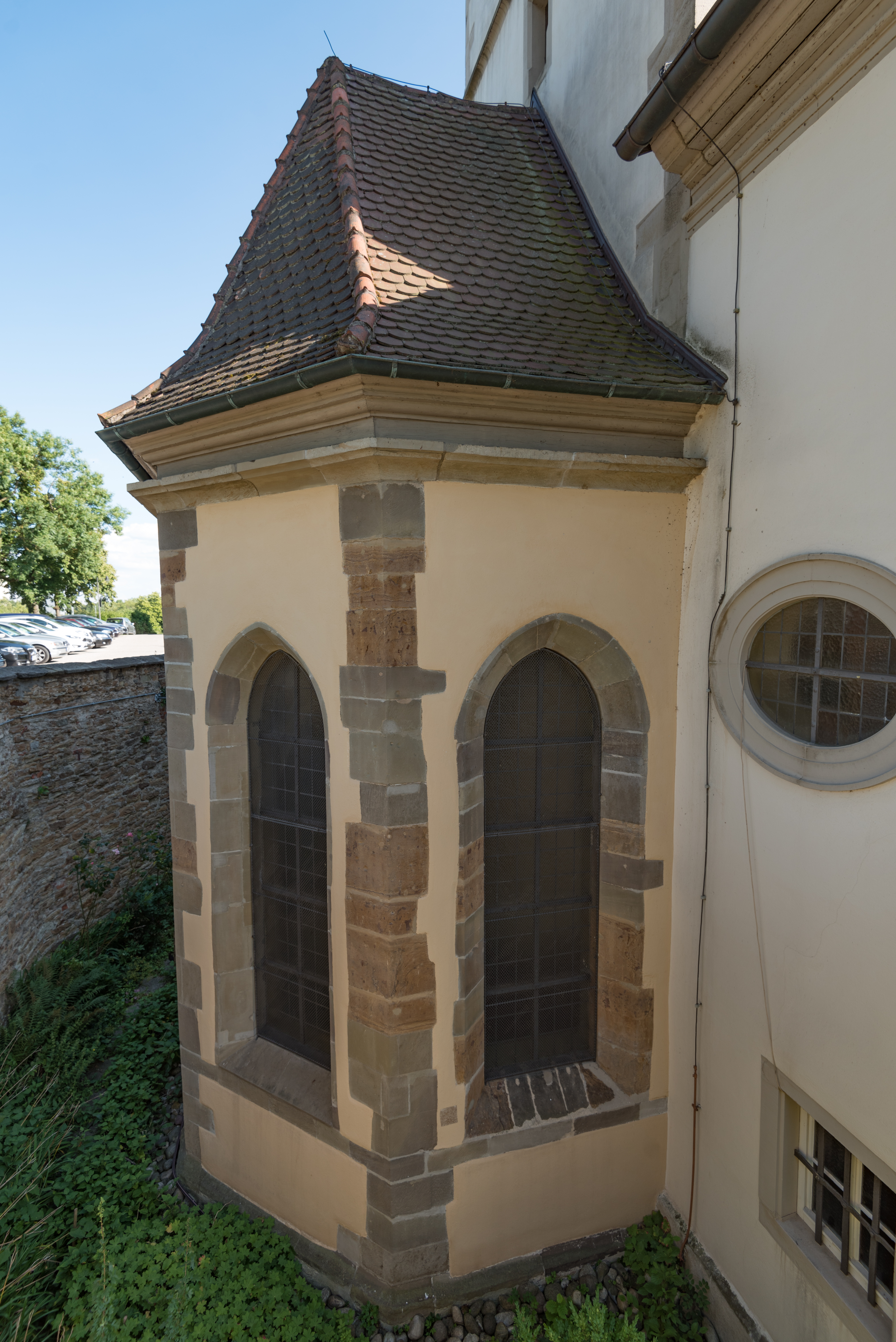
Gotischer Chor an der Stützmauer des Unteren Walls

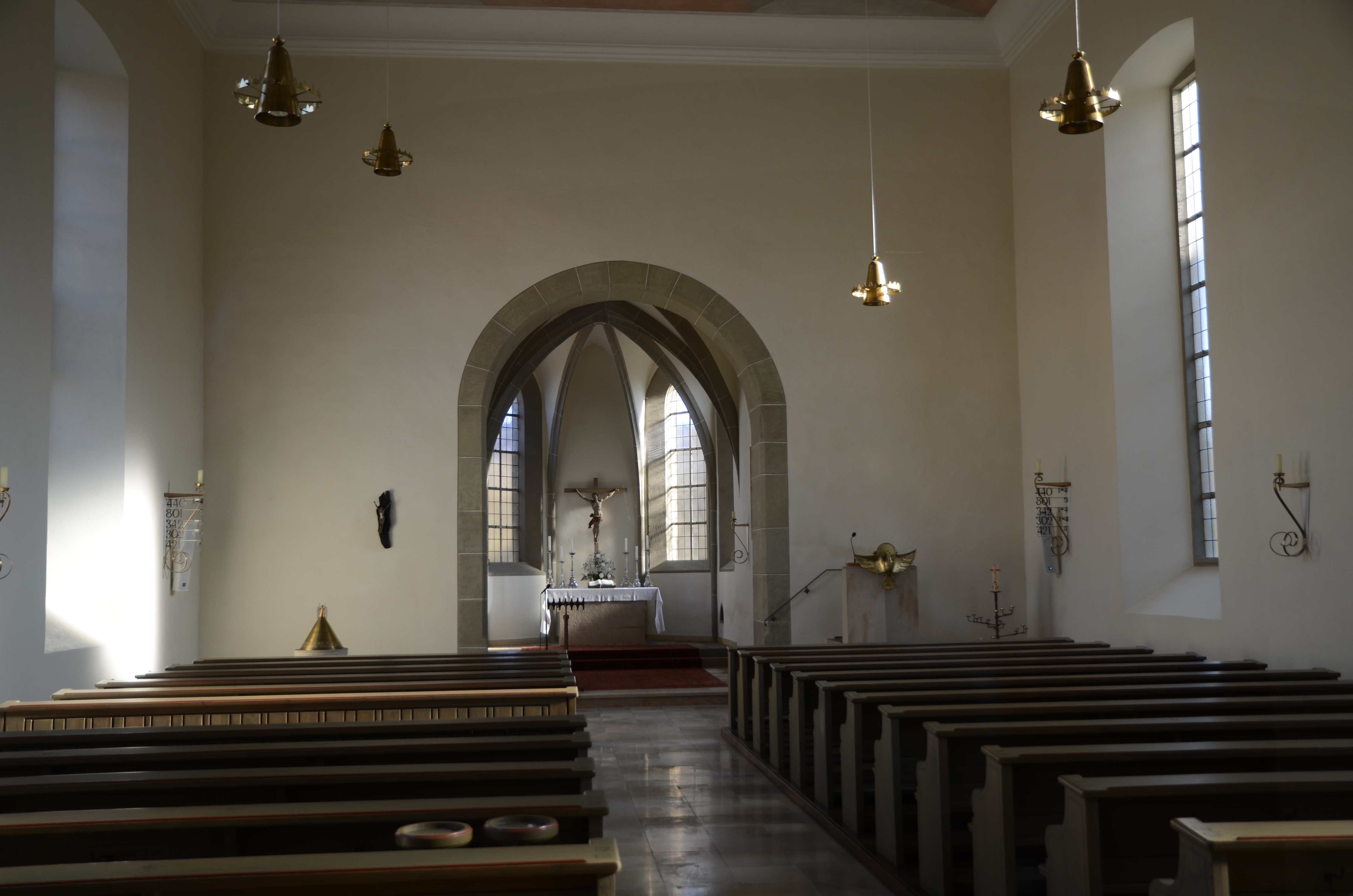
Innenraum mit Blick zum Chor

Die Salvatorkirche liegt in der Altstadt, im Stadtviertel Zürch. Die Kirche liegt direkt am Unteren Wall, der mit der hier erhaltenen Stadtmauer entlang der Westseite des Tals des Marienbachs verläuft, der 150 m südöstlich der Kirche in den Main mündet.

## Geschichte

### Spätmittelalter
Die Geschichte der Kirche St. Salvator beginnt bereits im Spätmittelalter. 1310 wurde im Zürch eine Reichsburg errichtet. Bauherr war Graf Berthold I. von Henneberg-Schleusingen. Errichtet wurde sie wohl in den Jahren 1313 und 1317. Die Burgkapelle wurde der Lieben Frau geweiht. Als 1361/62 die Stadt wieder reichsunmittelbar wurde, ließ die Bedeutung der Burg schlagartig nach. Für das Jahr 1406 ist ein Seelsorger überliefert. Erneut zur Kirche geweiht wurde sie im Jahr 1412, als am Gebäude größere Umbauten vorgenommen wurden. Eventuell erhielt sie zu diesem Zeitpunkt den gotischen Chor und die Sakristei. Ab dem Jahr 1427 wurde die Reichsburg Stück für Stück abgebrochen. Lediglich die Kirche blieb erhalten.

### Neuzeit
Im sogenannten Zweiten Stadtverderben im Jahre 1554 wurde die Kirche zerstört  (siehe: Geschichte Schweinfurts, Zweites Stadtverderben). Bis 1561 wurde die Kirche wieder aufgebaut. Bald darauf zerfiel sie erneut, wurde als Getreidelager zweckentfremdet und diente während des Spanischen Erbfolgekriegs 1704–1706 als Gefangenenlager.
Die Kirche entstand im Jahr 1717 neu, als aufgrund des 200. Jahrestags der Reformation in der Stadt eine umfassende Erneuerung begann. Eine doppelte Kuppelhaube wurde aufgesetzt, das Langhaus vollständig abgerissen und im Stil des Barock wiedererrichtet. Die Weihe fand am 11. Juli 1719 statt. Kirchenpatron war nun der Welterlöser.
Obwohl noch ohne vollständige liturgische Befähigung, erhielt das Kirchlein einen Pfarrer. Erst 1732 fanden alle Gottesdienstelemente darin statt. Ein Pfarrhaus wurde 1759 erworben. Die Gemeinde versorgte früh die eher niederen sozialen Stände wie Stadtsoldaten, Pfründner des Spitals und Arme.
Im Jahr 1796 folgte wiederum die Umnutzung des Gebäudes als Kriegsgefangenenlager. 1801–1804 wurde die Kirche als katholische Filiale von den Mönchen aus Heidenfeld mitbenutzt. Im Jahr 1801 sollte St. Salvator eine neue Turmuhr erhalten. Sie konnte erst angebracht werden, als die Unabhängigkeit Schweinfurts mit der Mediatisierung aufgehoben wurde. Unbekannte brachten daraufhin die Inschrift „Seht, so ändert sich das Spiel in unseren Tagen: Reichsfreie Bürger bauten mich und bayerisch werde ich schlagen.“ auf den Zifferblättern an. Im Jahr 1817 wurde sie der St.-Johannis-Gemeinde angegliedert.

### Moderne
Am 27. April 1944 schlug eine Phosphorbombe ins Kirchengebäude ein und zerstörte St. Salvator bis auf Außenmauern. Die Kirche musste bis 1953 nach Plänen des Architekten Olaf Andreas Gulbransson wieder aufgebaut werden. Er befolgte die alten Pläne und so konnte im Jahr 1956, mit dem Aufsetzen des Turmhelms, der Wiederaufbau abgeschlossen werden. Außerdem erhielt die Kirche bald einen Kronleuchter und farbige Glasfenster. 2010 fand eine Restaurierung des Chores statt. Das Bayerische Landesamt für Denkmalpflege ordnet die St.-Salvator-Kirche unter der Denkmalnummer D-6-62-000-51 ein.

## Glocken
Der Kirchturm enthält drei Glocken. Zwei davon wurden 1718 von Johann Meyer gegossen, eine trägt die Inschrift: „Es wecke Schweinfurts Herz mein Läuten/ Zur Andacht, zum Gebet, zu Freuden./ Gott gebe, daß mein heller Klang/ Ihm diene stets zum Lobgesang.“ Lediglich die drei Glocken wurden nach 1956 nach Schweinfurt zurückgeholt. Sie erklingen in den Tönen fis′, gis′ und h′.

## Architektur
Der Chor der Kirche weist gotische Elemente auf. Er ist einjochig und schließt mit einem Fünfachtelschluss ab. Ein Kreuzgewölbe überspannt sein Inneres. Ein einfacher Schlussstein begrenzt es. Die Kappen des Gewölbes und die gekehlten Gewölberippen sind weit nach unten gezogen. Mit dem Aufsetzen des Turmes verengt sich der Chor kaum, das Gewölbe wird auch dort fortgeführt.
Das Langhaus ist flachgedeckt. Seine ursprünglichen barocken Formen wurden beim Wiederaufbau berücksichtigt. Es wird von vier Fensterachsen gegliedert. Drei Seiten eines Sechsecks schließen es im Westen ab. An den Fenstern erkennt man außen abwechselnd Segment- und Giebelbogenverdachung. Am Westportal mit Rustikagewände ist eine Inschrift angebracht. Sie übergibt die Kirche dem Erlöser. Eine zweite Inschrift ist Georg Spalatin gewidmet, der in der Kirche seine erste Schweinfurter Predigt hielt.

## Ausstattung
In ihrem Inneren war die Kirche ebenfalls barockisiert worden. Eine Stuckarbeit nahm die Decke ein mit einem Gemälde der Mitte. Es zeigte Die Verklärung Christi und war von Akanthuswerk umgeben. Die Kanzel erhielt die Kirche durch eine Stiftung, das Orgelgehäuse zitierte die Formen des Rokoko.
Das heutige Kircheninnere ist schlicht gehalten. Lediglich im Chor befinden sich einige Kunstwerke. Auf dem Altar steht ein Kruzifix des 17. Jahrhunderts. Es ist nach dem Vorbild Peter Paul Rubens gearbeitet, Christus schaut himmelwärts. Karl Rohrbacher, Nachkriegspfarrer der Kirche, hat es gestiftet. Ein Tafelbild im Süden des Chors stellt zusammenfassend die Kreuzigung, Johannes und Jesaja, das Paradies, Protoevangelien, Mose und die Auferstehung Christi dar. Ein Abt am Rande des Gemäldes könnte aufgrund des Wappens der Abt des Würzburger Stephansklosters, Jodokus Zimmermann sein. Ihm gegenüber zeigt ein weiteres Gemälde Johannes auf Patmos, es könnte vom Künstler Johann Benedikt Voit im 18. Jahrhundert geschaffen worden sein. Vorher befand es sich in der St.-Johannis-Kirche. 
In der Nachkriegszeit entstanden Kanzel und Taufstein. Wieder lieferte Olaf Gulbransson die Entwürfe. Auf einem Gemälde von 1958 an der Decke kehrt der Welterlöser Christus auf die Erde nieder. Die Symbole der Evangelisten rahmen die Szene ein.